# Gummersbacher Mondprogramm
Das Gummersbacher Mondprogramm war ein 1968 von Gerd Küveler initiiertes Amateur-Forschungsprojekt im Bereich der Astronomie.

## Geschichte
Küveler, damals 18 Jahre alt und Anwärter für den gehobenen Dienst in der Finanzverwaltung, hatte an seinem Heimatort Gummersbach nach eigenen Plänen eine Sternwarte errichtet und mit 15 Gleichgesinnten den Verein Sternwarte Gummersbach gegründet. Schließlich veröffentlichte er in der Zeitschrift Sterne und Weltraum einen Artikel, in dem er Astronomen und interessierte Laien bat, Beobachtungen des Mondes durchzuführen. Wer sich zum Mitmachen entschloss, erhielt von Küveler eine schriftliche Anleitung und ein Formular zur Dokumentation der Ergebnisse. Es beteiligten sich über 200 Personen aus dem gesamten deutschen Sprachraum.
Hauptthema des als Gummersbacher Mondprogramm bekannt gewordenen Projekts waren die sogenannten Lunar Transient Phenomena, kurz LTP. Dabei handelt es sich um kurzzeitige Veränderungen von Farbe oder Helligkeit auf der Oberfläche des Mondes, deren Ursache bis heute unbekannt ist. Eine im Rahmen des Programms entstandene Foto-Sequenz zeigt eine Lichtfontäne am sogenannten Mond-Terminator, der Tag-Nacht-Grenze des Erdtrabanten. Es ist allerdings bis heute umstritten, ob es sich dabei tatsächlich um ein LTP handelte oder um eine nicht als solche erkannte Spiegelung innerhalb des verwendeten Teleskops.
Das Gummersbacher Mondprogramm lief bis Mitte der 1970er Jahre. Im Hinblick auf das Apollo-Programm zeigte die NASA früh Interesse und ließ sich 1968 und 1969 Beobachtungsprotokolle von Küveler zuschicken. Mitte der 1980er Jahre wurden die wichtigsten Ergebnisse des Amateurprojekts in der Fachzeitschrift Earth, Moon and Planets veröffentlicht.